# Jarcová
Jarcová är en ort i Tjeckien.   Den ligger i regionen Zlín, i den östra delen av landet, 270 km öster om huvudstaden Prag. Jarcová ligger 323 meter över havet och antalet invånare är 741.
Terrängen runt Jarcová är huvudsakligen kuperad, men åt nordväst är den platt. Runt Jarcová är det tätbefolkat, med 459 invånare per kvadratkilometer. Närmaste större samhälle är Valašské Meziříčí, 3,1 km norr om Jarcová. I omgivningarna runt Jarcová växer i huvudsak blandskog.